# Rio Cozmeni
O Rio Cozmeni é um rio da Romênia, afluente do Olt, localizado no distrito de Harghita.